# میخل فارتن
میخل فارتن (انگلیسی: Michel Vaarten؛ زادهٔ ۱۷ ژانویهٔ ۱۹۵۷) ورزشکار دوچرخه‌سواری پیست اهل بلژیک است.
وی در مسابقات کشوری و بین‌المللی در مجموع برندهٔ ۱ مدال نقره شده‌است.